# Винтерсдорф (Мойзельвиц)
Винтерсдорф (нем. Wintersdorf) — посёлок в Германии, в земле Тюрингия.
Входит в состав района Альтенбург. Население 2893 чел. Занимает площадь 30,87 км².
Община подразделяется на 5 сельских округов.